# Owczarek kaukaski
Owczarek kaukaski (ros. кавказская овчарка) – rasa psa zaliczana do grupy molosów w typie górskim, wyhodowana na Kaukazie, na terenie dawnego Związku Radzieckiego, pierwotnie przeznaczona do pilnowania stad owiec przed drapieżnikami i złodziejami, w okresie zimnej wojny wykorzystywana w wojsku i milicji, a po wybudowaniu Muru Berlińskiego – jako pies stróżujący i obronny.

## Rys historyczny
Stara rasa psów pasterskich, wywodząca się z Kaukazu (Armenia, Azerbejdżan i Gruzja), przez długie lata hodowanych w izolacji. W końcu lat sześćdziesiątych trafiły do Niemiec Wschodnich, gdzie były wykorzystywane jako psy patrolujące do pilnowania granic, zwłaszcza Muru Berlińskiego. Po rozebraniu Muru kilka tysięcy psów tej rasy znalazło schronienie w Niemczech i w Polsce. Pierwszy wzorzec rasy zatwierdzono dopiero w roku 1984.

## Klasyfikacja FCI
W klasyfikacji FCI rasa ta została zaliczona do grupy II – Pinczery, sznaucery, molosy i szwajcarskie psy do bydła, sekcja 2.2 – psy górskie. Nie podlega próbom pracy.

## Wygląd

### Budowa
Duży, silny pies – w zależności od odmiany – o krępej lub smukłej sylwetce. Dymorfizm płciowy jest uwidoczniony.

### Szata i umaszczenie
Szare, szaro-czarne, białe, bure, rudawosłomkowe, nakrapiane, łaciate.

## Zachowanie i charakter
Psy tej rasy są zrównoważone, niezależne, nieufne wobec obcych, czujne, stanowcze i terytorialne – na własnym terenie nie tolerują obcych. Często wykazują skłonności dominacyjne. Mogą sprawiać problemy niedoświadczonemu opiekunowi. Nieumiejętnie prowadzone stają się agresywne.

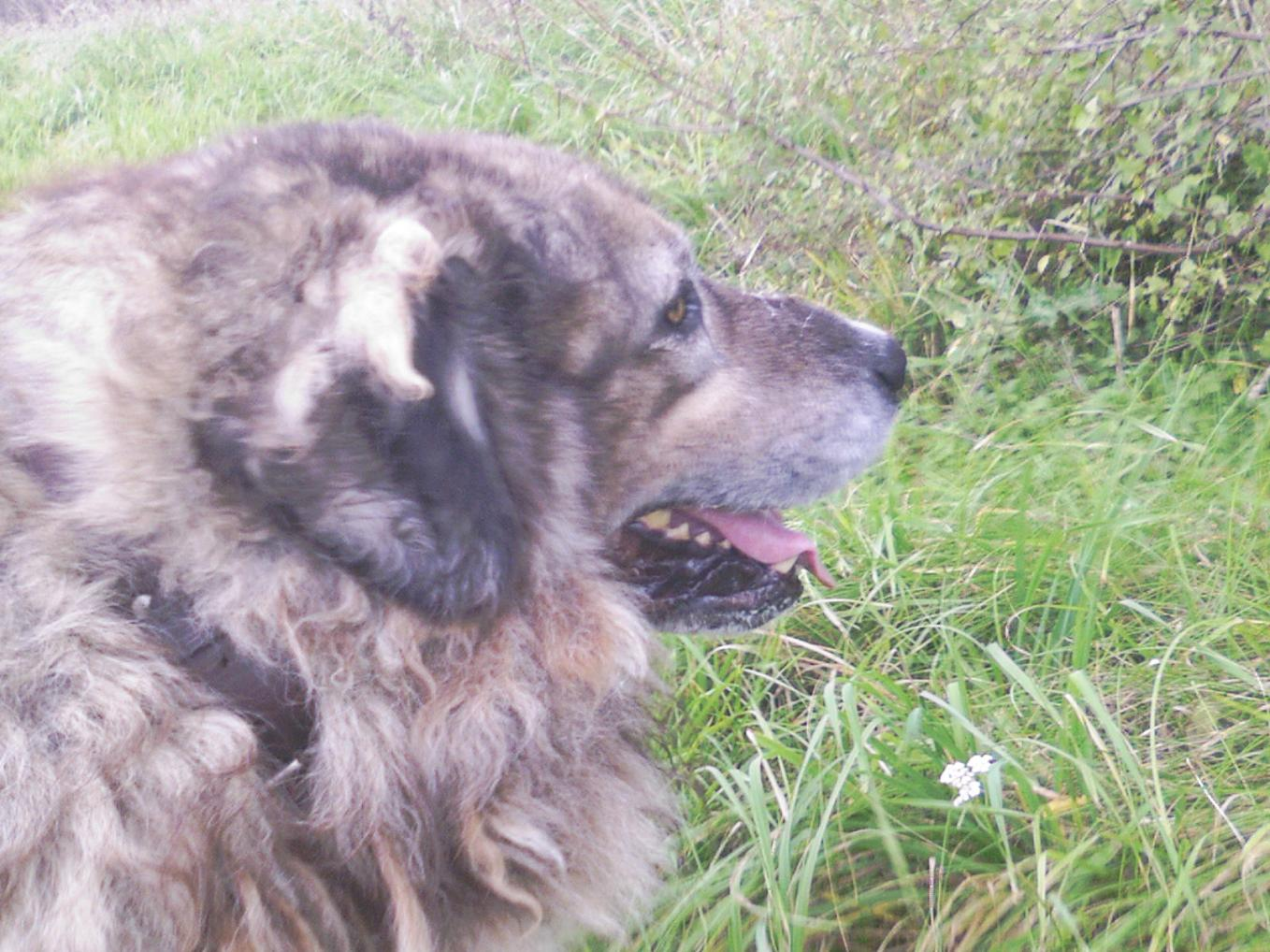
Owczarek kaukaski

## Użytkowość
Pierwotnie wykorzystywane jako psy stróżujące, strzegące stad owiec przed dzikimi zwierzętami i rabusiami. Obecnie wykorzystywane głównie jako psy stróżujące i obronne.

## Zdrowie i pielęgnacja
Odporny na zimno, źle znosi warunki miejskie, zdecydowanie bardziej odpowiada mu pobyt na wolnym powietrzu.

## Prawo
W Polsce owczarek kaukaski został ujęty w wykazie ras psów uznawanych za agresywne.